# 马修·史密斯 (曲棍球运动员)
马修·史密斯（英語：Matthew Smith，1973年11月20日—），来自新南威尔士州，澳大利亚男子曲棍球运动员。他曾代表澳大利亚国家队参加1996年夏季奥林匹克运动会曲棍球比赛，获得一枚铜牌。